# جريس سنبلي
جُرَيْس سُنْبُليّ نوع من الجريس المخشوشب المحول. يعلو من 30 إلى 100 سم. سوقه وأوراقه زباء خشنة. أوراقه لاطئة حاضنة. أزهاره تميل إلى الزرقة البنفسجية يعلوها خملٌ كثيف زغبي الملمس. ازهراره يستمر خلال شهري تموز وآب.

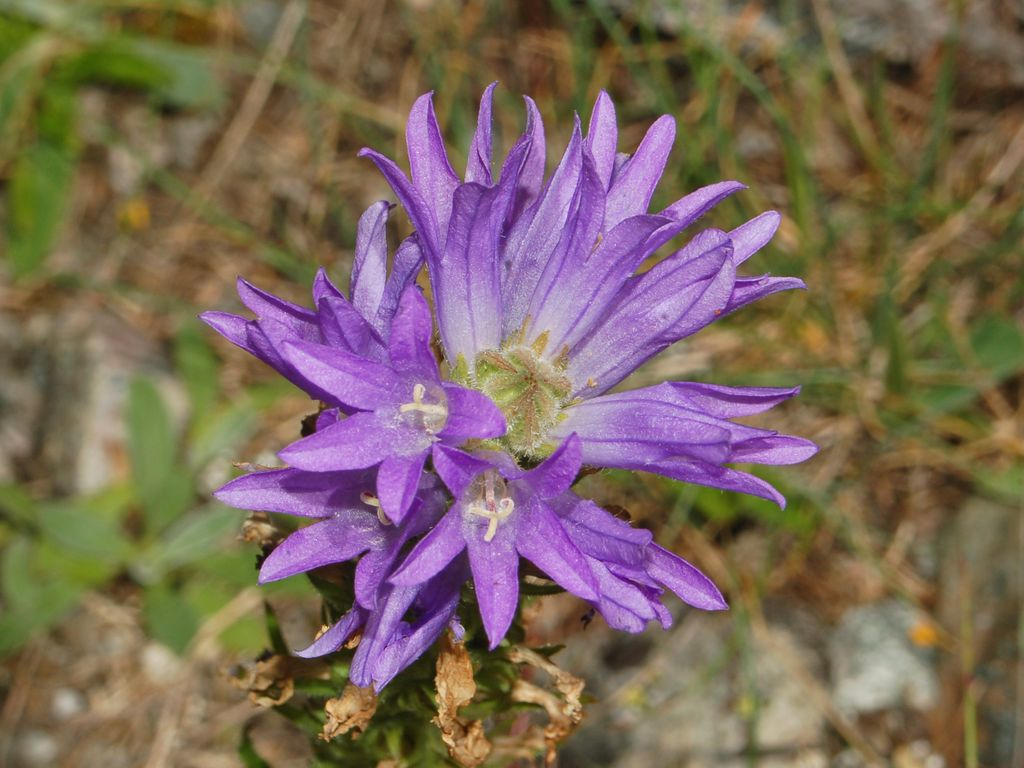
لقطة مقرّبة على أزهار الجريس السنبلي

## معرض الصور

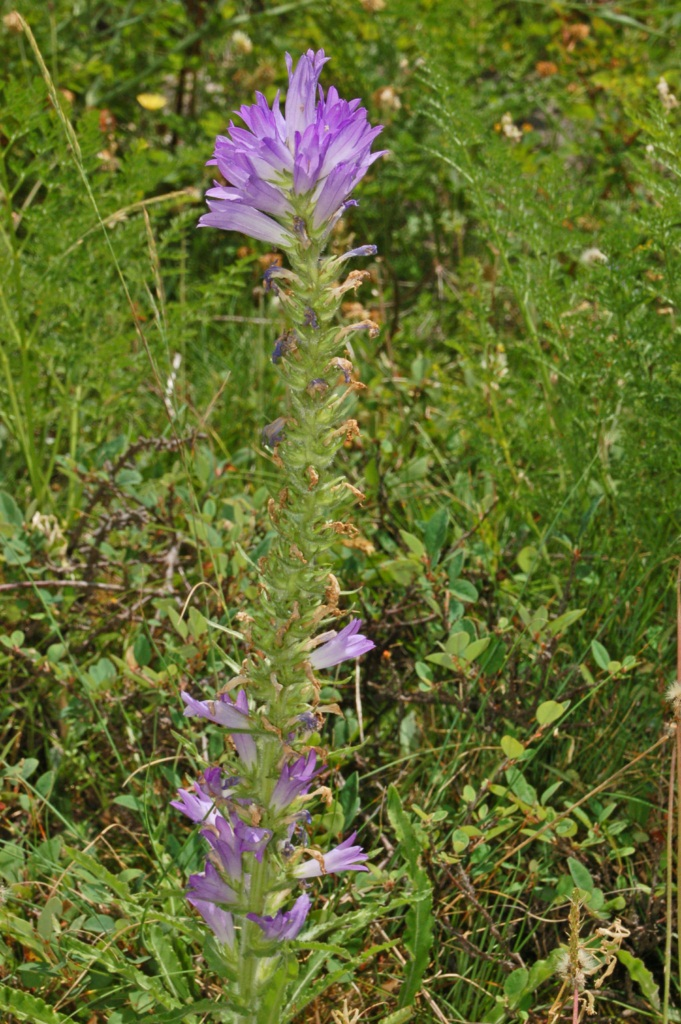
نبات الجريس السنبلي
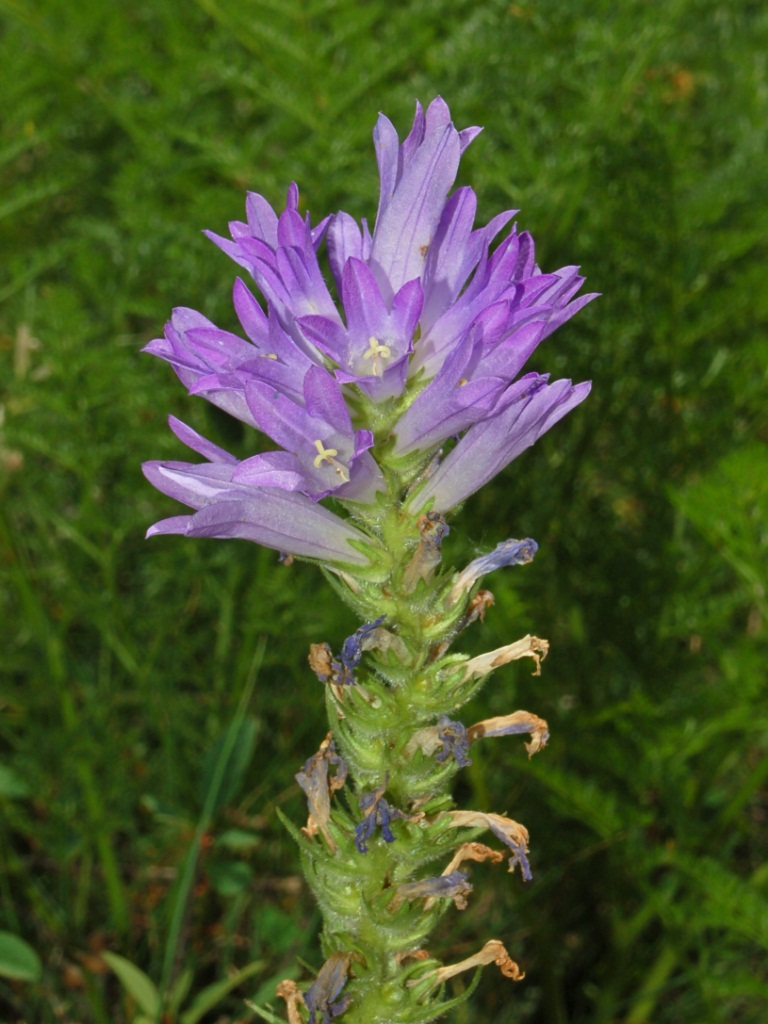
إزهار الجريس السنبلي
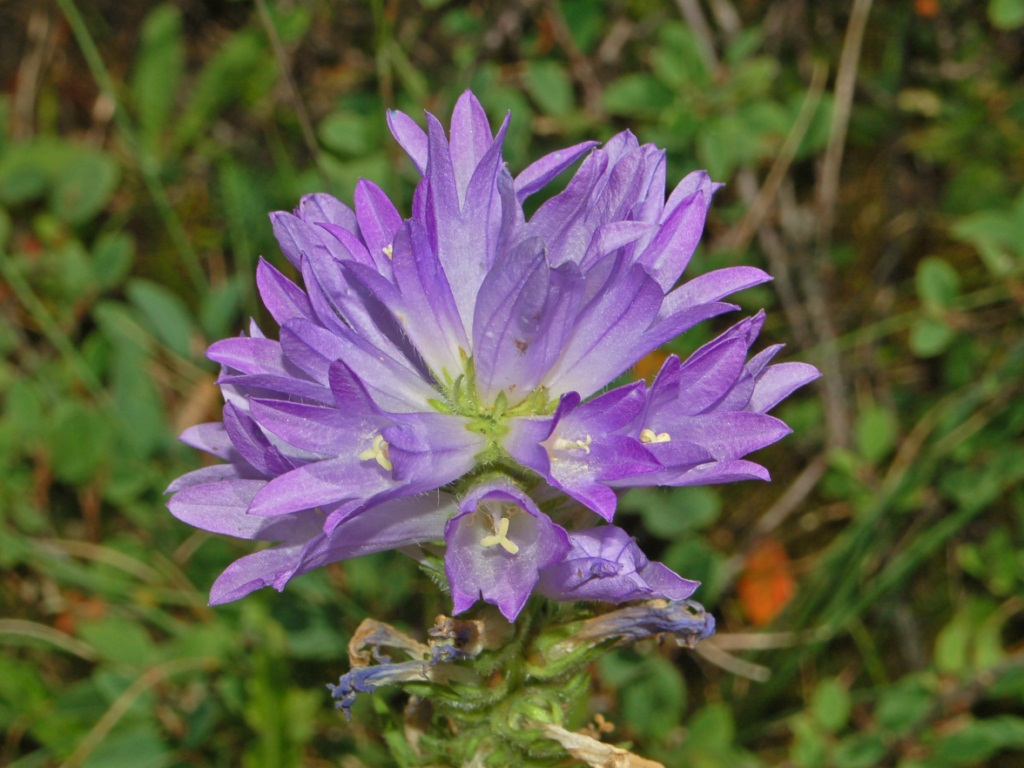
زهور الجريس السنبلي